# Twiningia reductus
Twiningia reductus är en insektsart som beskrevs av Ball 1909. Twiningia reductus ingår i släktet Twiningia och familjen dvärgstritar. Inga underarter finns listade i Catalogue of Life.